# Кундялис, Альгимантас Адольфо
Альгимантас Адольфо Кундялис (лит. Algimantas Adolfo Kundalis; 2 июля 1936, Вижайчу, Литва — 20 августа 2002) — советский и литовский актёр, режиссёр и сценарист.

## Биография
Родился 2 июля 1936 года в Вижайче. После окончания средней школы в 1949 году поступил в Каунасский медицинский институт, который он окончил в 1954 году. Некоторое время работал по своей специальности медиком, но вскоре из-за увлечённости кинематографа в 1957 году переехал в Москву и поступил на режиссёрский факультет ВГИКа, который он окончил в 1962 году. В том же году вошёл в состав Литовской киностудии в качестве режиссёра-постановщика и отработал там вплоть до конца 1980-х годов, после чего на киностудии возникли очень большие проблемы и было сокращено очень много сотрудников, среди которых оказался и Кундялис, в результате оставшийся не у дел.
Скончался 20 августа 2002 года.

## Фильмография

### Актёр
- 1959 — Адам хочет быть человеком — эпизод
- 1975 — Тревоги осеннего дня — доктор; + режиссёр
- 1979 — Блуждающие огоньки
- 1983 — Женщина и трое её мужчин

### Режиссёр
- 1967 — Игры взрослых людей + сценарист
- 1973 — Весёлые истории
- 1979 — Раненая тишина
- 1981 — Игры без козырей + сценарист

### Сценарист
- 1963 — Северный ветер (оригинальный текст — Миколас Слуцкис)
- 1986 — Все против одного